# Емма Москова
Емма Захариева Москова е български политик, преподавателка по архитектура и министър на културата в правителството на ОДС.

## Биография

### Детство и образование
Емма Москова е родена на 8 юли 1934 г. в Карлово. През 1956 година започва да учи архитектура във Висшия инженерно-строителен институт, а по-късно история и археология към Софийския университет „Св. Климент Охридски“. След това специализира реставрация в Рим и Париж.

### Професионална кариера
Работи в Софпроект като проектант и ръководител на група. От 1991 до 1997 г. е директор на Националния институт по опазване на паметниците на културата, като същевременно преподава архитектура и строителство в УАСГ. В периода 1997 – 2001 година е министър на културата в редовното правителство на Иван Костов.
Умира на 27 април 2017 г.

## Семейство
Омъжва се за д-р Стефан Москов – лекар, племенник на социалдемократа д-р Атанас Москов. Има един син, д-р Петър Москов, който също влиза в политиката.